# Adam Johann Braun

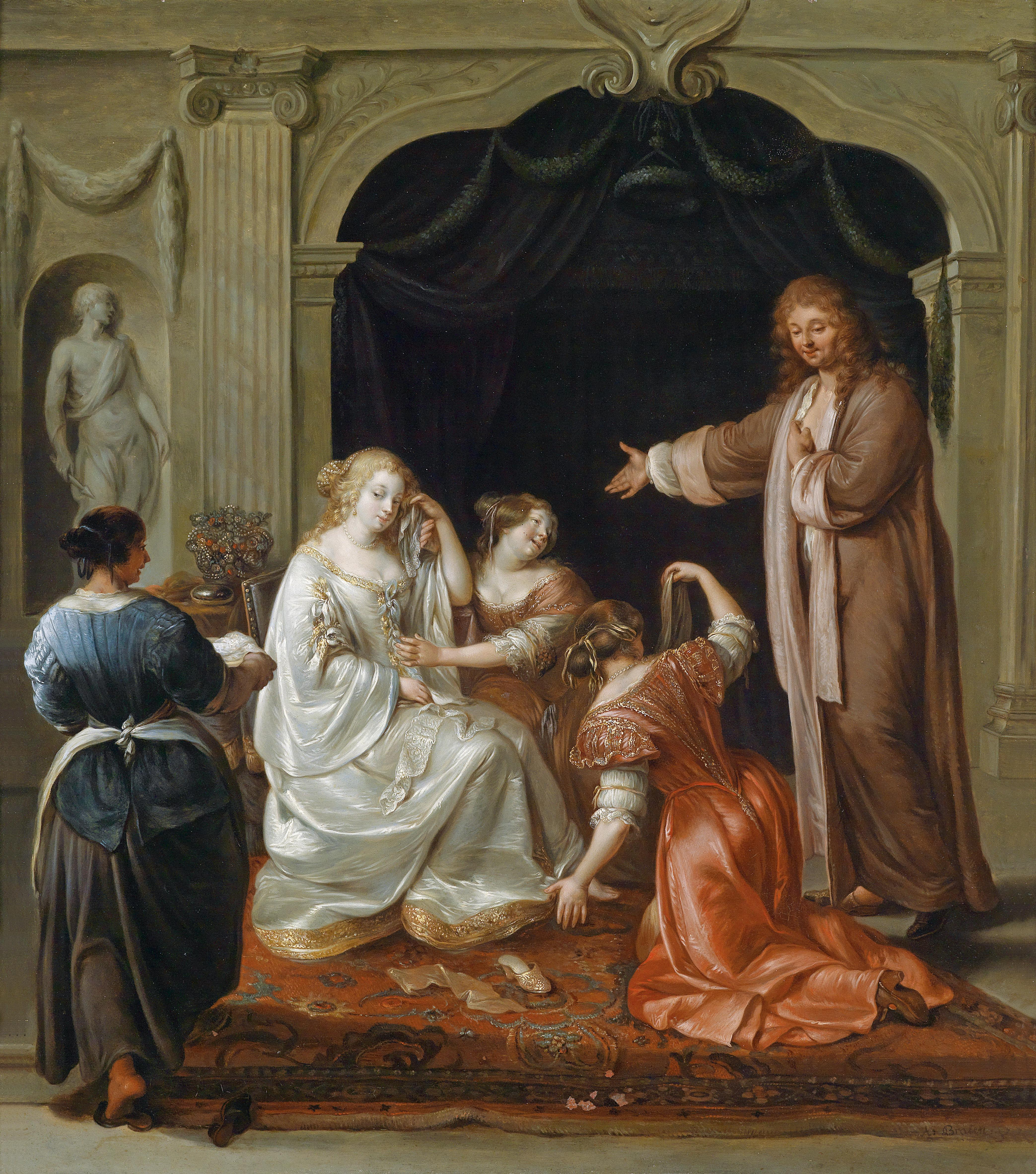
Nowożeńcy

Adam Johann Braun (ur. w 1748 w Wiedniu, zm. 20 marca 1827 tamże) – malarz wiedeński.
Studiował w Akademii Sztuk Pięknych w Wiedniu pod kierunkiem Martina van Meytensa. nauczył się od niego naśladować styl niderlandzki. Braun był ceniony zarówno jako malarz, jak i konserwator starego malarstwa.